# Leôncio, o Vardapetes
Leôncio (em latim: Leontius; em armênio/arménio: Łewond) foi um clérigo e historiador armênio do século VIII, sobre quem pouco se conhece. É célebre por sua História que serve como importante fonte dos acontecimentos transcorridos na Armênia nos séculos VII-VIII.

## Vida e obra
Quase nada se sabe sobre sua vida. Foi sugerido que nasceu na década de 730 no cantão de Coltena, recebeu sua educação clerical e a posição de vardapetes (doutor da Igreja) na cidade de Dúbio, e morreu no final do século. Sua História cobre o período entre ca. 632 e 788 e inclui descrições das invasões árabes da Armênia em meados do século VII, as guerras travadas pelo califado contra o Império Bizantino e os cazares, o assentamento de tribos árabes na Ásia Menor e Cáucaso e a derrubada do Califado Omíada, bem como informações sobre política tributária árabe, o estatuto da Igreja Armênia, e as nobrezas árabe e armênia. Ele corretamente lista os califas e a duração de seus reinados, exceto os reinados dos primeiros três califas. Também lista os nomes e reinados dos osticanos (governadores muçulmanos) do recém-criado Emirado da Armênia, que incluía a Armênia, Ibéria/Geórgia Oriental e partes da Aguânia (Azerbaijão). Foi apoiante das ambições dos Bagratúnios e segundo o colofão no fim de sua História, escrita sob patrocínio de Sapor Bagratúnio, filho do asparapetes (comandante-em-chefe) Simbácio VII, cujas atividades são registradas na obra.
Sua principal fonte para o período das invasões árabes (640-anos 660) foi o historiador do século VII Sebeos. À primeira metade do século VIII, confiou em relatos de coetâneos mais antigos e para a segunda metade do século Leôncio agiu como testemunha ocular. Descreve a dureza das políticas tributárias árabes e a crescente intolerância de alguns califas e seus governadores, que lidaram com duas rebeliões infrutíferas na Armênia (747-750 e 774-775). Literatura martirológica deve ter sido fonte para parte do capítulo 40, capítulo esse que alude pela primeira vez ao sistema de datação chamado Era Armênia que seria adotado pelos historiadores armênios posteriores. A Bíblia também foi importante fonte para Leôncio, que como fatalista e moralizador atribuiu todas as calamidades dos armênios à vingança de Deus. Assim, não demonstrou simpatia aos rebeldes armênios e os iconoclastas sectários paulicianos que desafiaram a Igreja Armênia nesse período. Para Leôncio, os fracassos dos armênios cristãos e dos árabes muçulmanos foram devido a seus pecados.
Ainda hoje há dúvidas se a obra de Leôncio sobreviveu inteira. Os títulos fornecidos por historiadores medievais posteriores implicam que a obra começava com um relato da vida do profeta Maomé, embora não há certeza. O historiador do século XIII Estêvão Orbeliano no capítulo VII de sua obra afirma que a História de Leôncio continha uma lista de príncipes, mas o texto atual não tem. Para além de porções ausentes, o texto de Leôncio pode ter ganho, numa interpolação posterior, uma seção (capítulos XIII-XIV) contendo o comprimento correspondente entre os reinados do califa Omar II (r. 717–720) e o imperador Leão III, o Isáurio (r. 717–741). Ainda hoje o estudo mais detalhado sobre o texto de Leôncio é a obra A História de Leôncio, o Padre de Nerses Akinean publicado em Viena em 1930.
8 dos 14 manuscritos sobreviventes da História estão no Matenadaran de Erevã, Armênia. O mais antigo e completo deles (ms. #1902) data do século XIII e parece ter sido a fonte das outras cópias, muitas dos quais são defeituosas. A primeira publicação do texto armênio foi feita por K. V. Shahnazarean em Paris em 1857, com base num manuscrito do século XVII. Uma edição melhor foi feita por K. Ezean e publicado por S. Malxasean em São Petersburgo em 1887 com base em vários manuscritos, incluindo o mais antigo. Traduções foram feitas ao francês por Shahnazarean/Chahnazarean (Paris, 1856); russo por K. Patkanean (São Petersburgo, 1862); e armênio moderno por Aram Ter-Ghewondyan (Erevã, 1982). Uma tradução em inglês e comentário acadêmico dos capítulos 13-14 foi publicada por A. Jeffery ("Ghevond's Text of the Correspondence between 'Umar II and Leo III", Harvard Theological Review, 37 (1944) pp. 269-332). A primeira tradução completa em inglês (History of Lewond, the Eminent Vardapet of the Armenians) foi publicada por Zaven Arzoumanian na Filadélfia em 1982 e incluiu uma introdução, notas e um mapa.